# مصطفى فوفانا
مصطفى فوفانا (بالنرويجية البوكمول: Mustapha Fofana)‏ هو لاعب كرة قدم نرويجي، ولد في 10 مايو 2001 في بو في سيراليون. لعب مع نادي سترومسغودست لكرة القدم.